# 한국 전통 악기
한국 전통 악기(韓國 傳統 樂器)는 한국 전통 음악에 쓰이는 악기로 수십 종에 이르며, 여러 기준으로 나누어 볼 수 있다.
한국 전통 악기는 50 ~ 60여 종에 이른다 . 궁중에서 쓰던 연례악에서는 피리·대금·당적·가야금·거문고·아쟁·편종·편경·장구·좌고 등 많은 악기들이 쓰인다. 그러나 민속음악에서는 피리·대금·해금·가야금·거문고·장구·북 등으로 그 쓰이는 악기의 수가 적다. 또 행진곡인 대취타(大吹打)에서는 태평소·나팔·소라·바라·장고·용고 같은 악기들이 쓰이는가 하면 문묘제례악에서는 지·약·소·훈·부·축·어와 같이 보기 드문 악기들이 쓰이기도 한다.
이들 악기들은 거문고·가야금과 같이 상고시대부터 한국에서 쓰여온 것도 있고, 피리·비파와 같이 서역에서 들어온 악기가 있는가 하면, 편종·편경과 같이 중국 고대악기가 들어온 것도 있다. 또한 양금·운라와 같이 조선 말기에 들어온 것도 있다. 금·비파·공후 같이 이미 주법(奏法)이 끊어져 쓰이지 않는 악기도 있다.
오늘날 정악에서나 민속악에서 가장 활발하게 쓰이는 것은 역시 피리·대금·해금·가야금·거문고·장고 등인데 이들 악기들이 농현법과 같은 한국적인 음악 표현에 적합한 기능을 발휘하기 때문으로 보이며 이 점은 이들 악기들이 대부분 향악에 쓰인다는 점과 더불어 주목할 만한 사실이다. 아쟁은 중국에서 기원되는 악기이지만 국악기에서 드문 저음기인데다 그 악기의 기능이 한국음악에 맞기 때문에 자주 쓰인다.

## 악기의 분류
한국음악에 쓰는 악기들의 전통적인 분류방법은 두 가지가 있다. 하나는 악기의 재료에 의한 분류로 《증보문헌비고》에서 보이는 분류법이다. 또 하나는 악기의 유래와 계통에 의한 분류로 《악학궤범》에 보이는 분류이다.
그 밖에 악기의 형태와 연주법에 의한 분류법이 있으니 이것은 서양악기의 분류이다.

### 유래별
그 유래와 용도에 따라 향악기·당악기·아악기로 나눈다.
- 아악기(雅樂器)는 중국 상고시대에 궁중음악에 쓰이던 악기로, 고려 예종 때부터 주로 제례악(祭禮樂)에 쓰여 왔다. 편종·편경·특종·특경·약·지·소·훈·금·슬·건고·응고·뇌고·진고·축·어·부 등이 있다.
- 당악기(唐樂器)는 중국의 민속음악에 쓰이던 악기로 신라 때부터 쓰여 왔다. 당피리·당적·통소·태평소·해금·당비파·월금·장고·방향·박·교방고 등이 있다.
- 향악기(鄕樂器)는 상고시대부터 한국에서 쓰였거나 당악기가 들어오기 이전에 서역에서 들어온 악기로 주로 향악에 쓰여 왔고 오늘날도 가장 중요한 악기에 속한다. 향피리·대금·거문고·향비파 등이 있다.

### 형태와 연주법에 의한 분류
악기의 진동체의 형태와 그 연주법에 의한 분류로 서양악기와 같이 현악기·관악기·타악기로 나눈다.
- 현악기(絃樂器)는 통에 명주실 혹은 철사를 매어 뜯거나 켜는 악기이다. 연주법에 따라서 탄현악기·찰현악기·타현악기로 나눈다.
  - 탄현악기(彈絃樂器)는 손가락이나 술대로 줄을 뜯는 현악기이다. 거문고·가야금·향비파·당비파·월금·금·슬··대쟁 등이 있다.
  - 찰현악기(擦絃樂器)는 막대기나 활에 송진을 발라서 줄을 그어 소리내는 현악기로, 해금·아쟁 등이 있다.
  - 타현악기(打絃樂器)는 채로 줄을 쳐서 내는 현악기로, 양금 등이 있다.
- 관악기(管樂器)는 관에 입김을 넣거나 서(혀, reed)를 꽂아 부는 악기로 목관악기·금관악기로 나뉘고, 목관악기는 홑서악기·겹서악기·무황악기(無簧樂器)로 나뉘는데 한국악기에는 홑서악기는 없다. 무황악기는 횡취악기·종취악기로 나눈다.
  - 겹서악기(複簧樂器)는 겹서(혀)를 꽂아 부는 악기로, 향피리·세피리·당피리·태평소 등이 있다.
  - 횡취악기(橫吹樂器)는 가로 부는 악기로, 대금·중금·당적·지 등이 있다.
  - 종취악기(縱吹樂器)는 세로 부는 악기로, 단소·통소·소·약·적·생황 등이 있다.
  - 생황은 황엽 또는 금엽이라 불리는 금속 떨판을 가지고 있는데, 혀라고도 한다. 따라서 생황은 홑서악기로 분류된다.
  - 금관악기(金管樂器)는 쇠붙이로 된 긴 관에 달린 취구에 입술을 진동시켜 소리내는 악기로, 나발[1] 등이 있다.
- 타악기는 진동체를 채로 쳐서 소리내는 악기로 음높이가 없는 무율타악기와 음높이가 있는 유율타악기가 있다.
  - 유율타악기(有律打樂器)는 음높이가 일정하거나 여러 음을 내는 타악기로, 편종·편경·방향·운라 등이 있다.
  - 무율타악기(無律打樂器)는 음높이가 일정하지 않은 타악기로, 꽹과리·징·바라·장구·북·소고·좌고·진고·용고 등이 있다.

## 악기의 편성
한국 전통 음악의 악기의 편성법은 다음과 같다.

### 독주
전통 음악에서 악기 하나만으로 연주하는 경우는 있지만, 독주곡이라는 용어는 없다. 또한, 독주악기만을 위한 곡이 따로 없고 합주곡을 독주하는 경우가 많다. 전형적인 독주음악에는 산조가 있고, 그 밖에 〈평조회상〉·〈천성자진한입〉 같은 것들이 대금 혹은 단소 등으로 독주하는 수가 있다.

### 병주
두 악기가 나란히 연주되는 것을 병주(倂奏)라 하며, 2중주에 해당된다. 단소와 생황, 양금과 단소, 당적과 운라, 거문고와 대금 등의 편성은 모두 아름답고 깨끗하고 병주로 유명하다. 그 밖에 편종과 편경의 병주가 있고, 금(琴)과 슬(瑟)의 병주는 ‘금슬상화(琴瑟相和)’라 하고, 훈(塤)과 지(篪)는 ‘훈지상화(塤地上和)’라 하여 예로부터 이름이 높지만 지금은 쓰이지 않는다.

### 세악
비교적 음량이 적고 실내에 알맞은 음색의 악기로 2~4정도의 작은 편성을 세악(細樂)이라고 부른다. 거문고·가야금·양금으로 현악만의 합주와 대금·피리(세피리)·해금의 관악만의 합주가 있다. 현과 관을 합하고 장구를 곁들이기도 한다.

### 관악
전통 음악에서 관악(管樂)은 피리·대금·단소 같은 관악기 외에 해금·아쟁 같은 찰현악기도 관악으로 취급된다. 거문고·가야금·양금 같은 탄현악기(彈絃樂器)나 타현악기(打絃樂器)는 현악기로 취급된다.

### 대풍류
피리·대금 같은 관악기가 대나무로 되었다 하여 관악을 대풍류(竹風流)라 한다. 넓은 의미로는 관악기가 중심이 되는 음악을 가리키며 좁은 의미로는 〈관악 영산회상〉을 가리킨다.

### 삼현육각
삼현육각(三絃六角)은 피리 2개·대금·해금·장구·북으로 편성된 관악으로 향악의 전형적인 편성이다. 대개 관악 〈영산회상〉·〈염불타령〉·〈굿거리〉 같은 무용음악에 쓰이고 기타 〈길군악〉·〈길타령〉·〈길염불〉 같은 행악(行樂)도 기본 편성은 삼현육각이다.

### 줄풍류
현악이 중심이 되는 음악을 줄풍류(絲風流)라 한다. 좁은 의미로는 〈거문고회상〉을 가리키기도 한다. 줄풍류라 하면 〈황하청〉과 같이 현악기만으로 편성될 수도 있지만 대개는 거문고가 중심이 되고 가야금·양금 같은 현악기를 곁들이며 음량이 작은 세피리와 대금·해금·장구도 곁들이는 것이 보통이다.

### 방중악
소편성의 합주 즉 병주·세악·줄풍류 같은 음악을 실내악이라는 뜻으로 방중악(房中樂)이라 하는데, 대개 방중악 하면 소편성의 관현 합주를 일컫는다. 줄풍류가 가장 대표적인 방중악이 된다.

### 합악
합악(合樂)은 한국음악의 최대 편성으로, 많은 관현악기로 편성된 음악이다. 소편성의 세악과 대비되는 말인데, 서양음악의 관현악에 해당된다. 당피리·대금·당적·해금·아쟁·편종·편경·장구·좌고 같은 악기들이 쓰이는 관악기에 편종·편경을 쓴 합악과, 여기에 현악기를 덧붙인 합악이 있다. 합악에는 〈정읍(수제천)〉·〈보허자〉·〈낙양춘〉·〈여민락〉 같은 음악이 있고 취타도 합악으로 연주되기도 한다.

## 악기장
악기장 김복곤은 전북 임실 출생으로 1969년 상경하여 당대의 빼어난 악기장인 김광주의 문하에서 고흥곤, 최태진, 김희곤 등과 함께 현악기 제작의 기능을 전수받았다. 김광주는 그 기예를 인정받아 일찍이 무형문화재 악기장으로 지정되었다. 김광주는 그 기능을 부친인 김광칠에게서 전수받았는데, 김광칠은 근대에 들어 산조가야금 제작의 기본틀을 세웠다. 김복곤의 전승계보는 김광칠 → 김광주 → 최태진 → 김복곤로 이어진다
악기장으로서 김복곤은 국수무늬기법을 새롭게 복원하여 가야금 울림통의 성능을 개선하였다. 김복곤은 국수무늬의 성격과 개념을 구명하는데 많은 시간을 들이면서 악기 제작에 노력을 기울였다. 현악기의 주재료인 오동나무의 성질을 알아보기 임업연구원, 이비인후과 의사, 보청기 제작자들과 만나 함께 연구하면서 국수무늬 울림통의 성격을 세워나갔다. 김복곤은 오랜 연구와 실험을 거쳐 나이테를 일자로 가지런히 하여 만든 악기가 맑고 청아한 소리를 낸다는 결론에 이르러, 최고의 명기가 된다는 국수무늬 울림통을 재현할 수 있었다.

## 조선민주주의인민공화국의 개량악기
조선민주주의인민공화국은 1950년대부터 악기 개량사업을 벌여 음역이 다양한 종류의 악기를 만들어 배합관현악에 이용하고 있다.

## 참조
1. ↑  소리는 금관으로 된 것이 아니지만, 연주법은 금관악기와 같다.
2. ↑  한국음악/한국음악/한국음악의 기초지식/한국음악의 분류, 《글로벌 세계 대백과》

## 참고 자료
- 이 문서에는 다음커뮤니케이션(현 카카오)에서 GFDL 또는 CC-SA 라이선스로 배포한 글로벌 세계대백과사전의 내용을 기초로 작성된 글이 포함되어 있습니다.
- 본 문서에는 서울특별시에서 지식공유 프로젝트를 통해 퍼블릭 도메인으로 공개한 저작물을 기초로 작성된 내용이 포함되어 있습니다.